# Furcraea
Furcraea é um género botânico pertencente à família agavaceae.

## Espécies
- Furcraea andina
- Furcraea bedinghausii
- Furcraea cabuya
- Furcraea cantula
- Furcraea cubensis
- Furcraea elegans
- Furcraea foetida
- Furcraea gigantea
- Furcraea hexapetala
- Furcraea macrophylla
- Furcraea pubescens
- Furcraea quicheensis
- Furcraea selloa
- Furcraea tuberosa

1. ↑  «Furcraea — World Flora Online». www.worldfloraonline.org. Consultado em 19 de agosto de 2020